# Divortialité
 (décembre 2019).
La divortialité d'une population est, en démographie, la propension au divorce de cette population. Elle est mesurée à l'aide de deux taux, le taux de divortialité et le taux de divorce.

## Définitions et formules

### Taux de divorce (France) ou Taux brut de divortialité (Suisse)
Le taux de divorce (en France, pour l'INSEE) ou taux brut de divortialité (en Suisse, pour l'OFS (Office fédéral de la statistique)) est le rapport du nombre de divorces prononcés durant une année civile à la population totale moyenne de l'année. Le résultat s'exprime généralement en pour mille,.
{\displaystyle {\frac {\text{nombre de divorces}}{\text{population totale moyenne}}}\times 1000}

### Taux de divortialité par durée de mariage (au cours de l'année n)
Le taux de divortialité par durée de mariage est le rapport du nombre de divorces enregistrés durant l'année n chez les couples mariés depuis x années au nombre total de mariages enregistrés durant l'année n-x,.
{\displaystyle {\frac {\text{nombre de divorces en année n pour des couples mariés depuis x années}}{\text{nombre de mariages au cours de l'année n-x}}}\times 100}

### Proportion de divorces après x années (par promotion)
La proportion de divorces au bout de x années pour la promotion de l'année n est la somme des taux de divortialité applicables aux mariages de cette promotion pendant les x années de la durée voulue : le taux de divortialité de l'année n+1 pour une durée de 1 année + le taux de divortialité de l'année n+2 pour une durée de 2 années, etc.

### Indicateur conjoncturel de divortialité / Somme des divorces réduits
L'indicateur conjoncturel de divortialité ou somme des divorces réduits indique la proportion de mariages dissous par divorce, parmi un ensemble de mariages qui seraient soumis, à chaque durée de mariage, aux conditions de divortialité observées durant l'année considérée,.
L'indicateur conjoncturel de divortialité de l'année n est donc la somme des taux de divortialité de l'année n pour toutes les durées de mariage possibles.

## Statistiques

### France
D'après les estimations de population et statistiques de l'état civil de l'Insee, l'indicateur conjoncturel de divortialité en France en 2014 était de 44,2 %. Ce taux avait atteint un pic en 2005, à 52,3 %.
À partir de 2017 les données statistiques sur les divorces, issues des registres de la justice, ne sont plus fiables et ne sont plus publiées car il devient possible de divorcer sans passer devant un juge.
| Année | Nombre de divorces | Nombre de mariages | Population moyenne | Nb de personnes mariées | Taux de divorce sur la population mariée (en ‰) | Indicateur conjoncturel de divortialité (en %) |
| ----- | ------------------ | ------------------ | ------------------ | ----------------------- | ----------------------------------------------- | ---------------------------------------------- |
| 1970  |                    | 400 473            |                    | 23 618 000              |                                                 | 12,0                                           |
| 1975  |                    | 393 914            |                    | 25 218 000              |                                                 | 15,8                                           |
| 1980  |                    | 340 303            |                    | 25 886 000              |                                                 | 22,4                                           |
| 1985  |                    | 275 692            | 56 582 342         | 25 824 000              |                                                 | 30,6                                           |
| 1990  |                    | 294 690            | 58 138 268         | 25 376 000              |                                                 | 32,2                                           |
| 1995  |                    | 261 813            | 59 383 995         | 24 984 000              |                                                 | 38,2                                           |
| 2000  |                    | 305 234            | 60 724 780         | 24 566 000              |                                                 | 38,2                                           |
| 2001  |                    | 295 720            | 61 163 240         | 24 612 000              |                                                 | 38,0                                           |
| 2002  |                    | 286 169            | 61 604 550         | 24 645 000              |                                                 | 39,2                                           |
| 2003  | 127 966            | 282 756            | 62 037 546         | 24 656 000              | non disponible                                  | 42,6                                           |
| 2004  | 134 601            | 278 439            | 62 490 800         | 24 638 000              | non disponible                                  | 44,9                                           |
| 2005  | 155 253            | 283 036            | 62 958 327         | 24 620 000              | non disponible                                  | 52,3                                           |
| 2006  | 139 147            | 273 914            | 63 393 404         | 24 554 000              | 11,1                                            | 46,9                                           |
| 2007  | 134 477            | 273 669            | 63 781 275         | 24 501 000              | 10,8                                            | 45,5                                           |
| 2008  | 132 594            | 265 404            | 64 133 180         | 24 441 000              | 10,7                                            | 45,0                                           |
| 2009  | 130 601            | 251 478            | 64 458 720         | 24 352 000              | 10,6                                            | 44,7                                           |
| 2010  | 133 909            | 251 654            | 64 773 170         | 24 258 000              | 10,9                                            | 46,2                                           |
| 2011  | 132 977            | 236 826            | 65 087 321         | 24 157 000              | 10,8                                            | 46,2                                           |
| 2012  | 128 371            | 245 930            | 65 402 999         | 24 068 000              | 10,5 (p)                                        | 45,0                                           |
| 2013  | 125 109            | 238 592            | 65 735 871         | 24 129 000 (p)          | 10,3 (p)                                        | 44,3                                           |
| 2014  | 123 537            | 241 292            | 66 276 671         | 23 946 000 (p)          | non disponible                                  | 44,2                                           |
| 2015  | 123 668            | 236 316            | 66 512 557         | nd                      | nd                                              | nd                                             |
| 2016  | 128 043            | 232 725            | 66 688 564         | nd                      | nd                                              | nd                                             |
| 2017  | nd                 | 233 915            | 66 883 321         | nd                      | nd                                              | nd                                             |
| 2018  | nd                 | 234 735            | 67 125 071         | nd                      | nd                                              | nd                                             |
| 2019  | nd                 | 224 740            | 67 349 916         | nd                      | nd                                              | nd                                             |
| 2020  | 57900              | 154600             | 67 600 000         | nd                      | nd                                              | nd                                             |

(p) : Donnée provisoire - nd : Donnée non disponible
Champ : France  (inclus Mayotte à partir de 2014)

### Suisse
D'après les statistiques publiées par l'Office fédéral de la statistique, le taux de divorce en Suisse était de 43,02 % en 2013.
| Année | Nombre de mariages | Nombre de mariages pour 1000 habitants (1) | Nombre de divorces | Nombre de divorces pour 1000 habitants | Taux de divorce (en %) |
| ----- | ------------------ | ------------------------------------------ | ------------------ | -------------------------------------- | ---------------------- |
| 1971  | 44.9               | 7.2                                        | 7.0                | 1.1                                    | 15,59 %                |
| 1972  | 43.1               | 6.9                                        | 7.7                | 1.2                                    | 17,87 %                |
| 1973  | 40.8               | 6.5                                        | 8.0                | 1.3                                    | 19,61 %                |
| 1974  | 38.5               | 6.1                                        | 8.2                | 1.3                                    | 21,30 %                |
| 1975  | 35.2               | 5.6                                        | 8.9                | 1.4                                    | 25,28 %                |
| 1976  | 32.1               | 5.1                                        | 9.6                | 1.5                                    | 29,91 %                |
| 1977  | 33.0               | 5.3                                        | 10.5               | 1.7                                    | 31,82 %                |
| 1978  | 32.1               | 5.1                                        | 10.5               | 1.7                                    | 32,71 %                |
| 1979  | 34.0               | 5.4                                        | 10.4               | 1.7                                    | 30,59 %                |
| 1980  | 35.7               | 5.7                                        | 10.9               | 1.7                                    | 30,53 %                |
| 1981  | 35.8               | 5.6                                        | 11.1               | 1.8                                    | 31,01 %                |
| 1982  | 37.0               | 5.8                                        | 11.6               | 1.8                                    | 31,35 %                |
| 1983  | 37.6               | 5.9                                        | 11.7               | 1.8                                    | 31,12 %                |
| 1984  | 38.6               | 6.0                                        | 11.2               | 1.7                                    | 29,02 %                |
| 1985  | 38.8               | 6.0                                        | 11.4               | 1.8                                    | 29,38 %                |
| 1986  | 40.2               | 6.2                                        | 11.4               | 1.8                                    | 28,36 %                |
| 1987  | 43.1               | 6.6                                        | 11.6               | 1.8                                    | 26,91 %                |
| 1988  | 45.7               | 6.9                                        | 12.7               | 1.9                                    | 27,79 %                |
| 1989  | 45.1               | 6.8                                        | 12.7               | 1.9                                    | 28,16 %                |
| 1990  | 46.6               | 6.9                                        | 13.2               | 2.0                                    | 28,33 %                |
| 1991  | 47.6               | 7.0                                        | 13.6               | 2.0                                    | 28,57 %                |
| 1992  | 45.1               | 6.6                                        | 14.5               | 2.1                                    | 32,15 %                |
| 1993  | 43.3               | 6.2                                        | 15.1               | 2.2                                    | 34,87 %                |
| 1994  | 42.4               | 6.1                                        | 15.6               | 2.2                                    | 36,79 %                |
| 1995  | 40.8               | 5.8                                        | 15.7               | 2.2                                    | 38,48 %                |
| 1996  | 40.6               | 5.7                                        | 16.2               | 2.3                                    | 39,90 %                |
| 1997  | 39.1               | 5.5                                        | 17.1               | 2.4                                    | 43,73 %                |
| 1998  | 38.7               | 5.4                                        | 17.9               | 2.5                                    | 46,25 %                |
| 1999  | 40.6               | 5.7                                        | 20.8               | 2.9                                    | 51,23 %                |
| 2000  | 39.8               | 5.5                                        | 10.5               | 1.5                                    | 26,38 %                |
| 2001  | 39.2               | 5.4                                        | 15.8               | 2.2                                    | 40,31 %                |
| 2002  | 40.2               | 5.5                                        | 16.4               | 2.2                                    | 40,80 %                |
| 2003  | 40.1               | 5.5                                        | 16.8               | 2.3                                    | 41,90 %                |
| 2004  | 39.5               | 5.3                                        | 17.9               | 2.4                                    | 45,32 %                |
| 2005  | 40.1               | 5.4                                        | 21.3               | 2.9                                    | 53,12 %                |
| 2006  | 39.8               | 5.3                                        | 21.0               | 2.8                                    | 52,72 %                |
| 2007  | 40.3               | 5.3                                        | 19.9               | 2.6                                    | 49,30 %                |
| 2008  | 41.5               | 5.4                                        | 19.6               | 2.6                                    | 47,22 %                |
| 2009  | 41.9               | 5.4                                        | 19.3               | 2.5                                    | 46,09 %                |
| 2010  | 43.3               | 5.5                                        | 22.1               | 2.8                                    | 51,05 %                |
| 2011  | 42.1               | 5.3                                        | 17.6               | 2.2                                    | 41,74 %                |
| 2012  | 42.7               | 5.3                                        | 17.6               | 2.2                                    | 41,15 %                |
| 2013  | 39.8               | 4.9                                        | 17.1               | 2.1                                    | 43,02 %                |

## Limites et solutions

### Croissance démographique
En dynamique, le taux de divortialité (ou taux de divortialité brute) et le taux de divorce posent également un problème d'ajustement de la croissance de la population totale. La croissance démographique crée des distorsions additionnelles : le nombre supérieur de mariages de la génération la plus récente peut contrebalancer un nombre croissant de divorces.
Cette distorsion peut être effacée en rapportant le nombre de divorces au nombre d'habitants. Les organismes statistiques proposent souvent les chiffres des mariages et divorces pour 1000 habitants.

### Fréquence du mariage
Pour des raisons similaires, le taux de divorce ne donne qu'une image très peu fiable de la propension à divorcer, car le nombre de divorces par habitant n'est pas constant dans le temps. Encore une fois, rapporter le nombre de mariages et divorces à la population totale permet de pallier cet écueil.

### Suivi de cohortes
Le taux de divorce est souvent confondu avec la propension d'un couple marié à divorcer. C'est un indicateur conjoncturel qui ne renseigne pas sur la probabilité de divorcer. Les divorcés de 2013 ne se sont pas tous obligatoirement mariés en 2013, et les deux quantités du ratio (nombres de divorces dans l'année au numérateur, et nombre de mariages dans l'année au dénominateur) ne peuvent pas être comparés directement.
La divortialité présente donc un problème de mesure, car il est difficile de suivre et de mesurer la même cohorte. On procède donc à une étude longitudinale afin d'observer la même cohorte.